# Conferência de Londres de 1912-1913

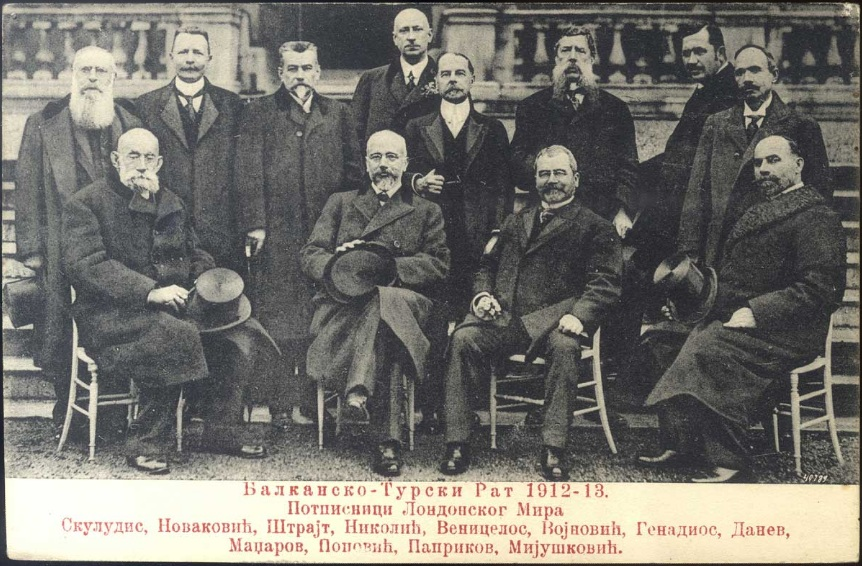
Representantes dos Estados balcânicos

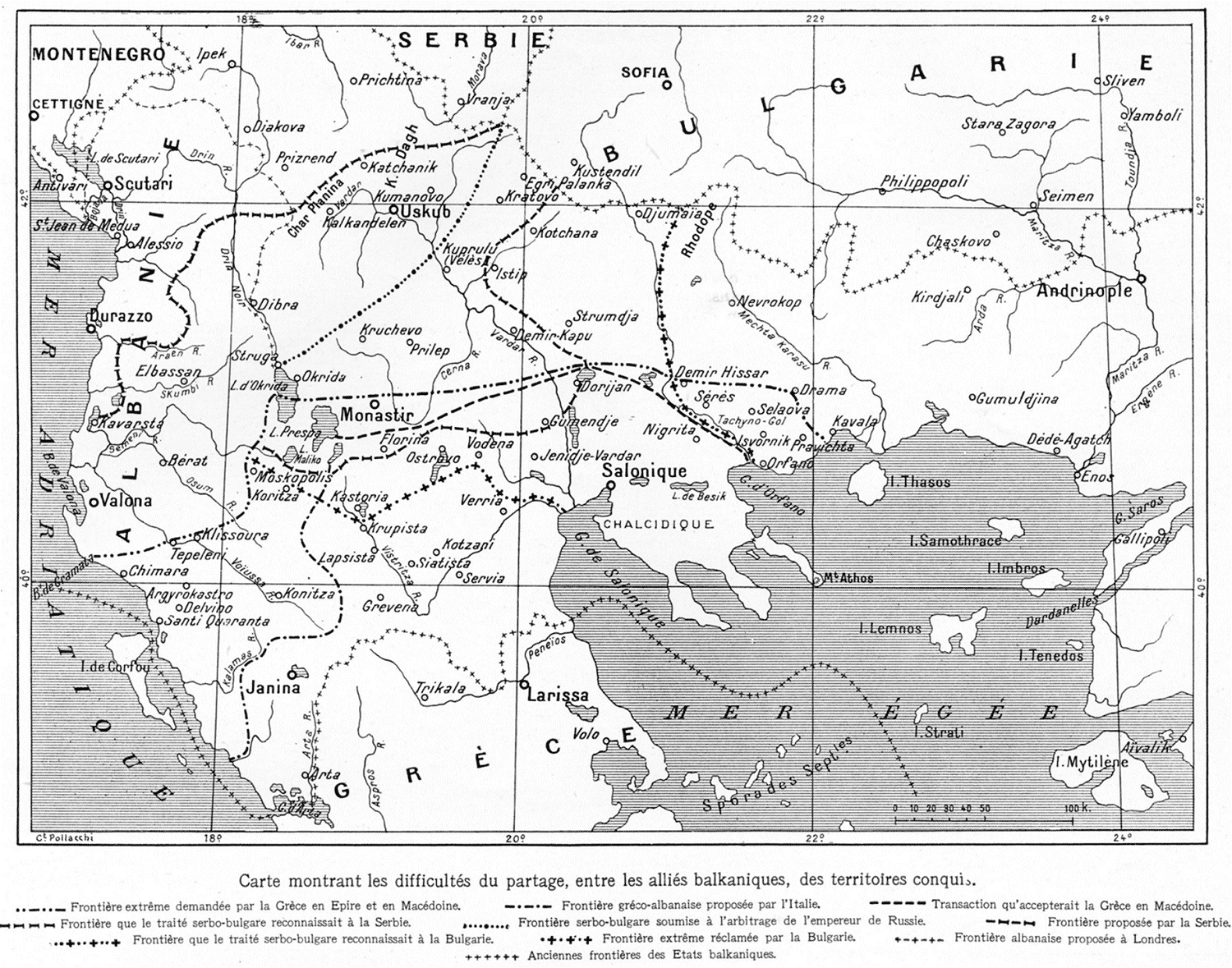
Reivindicações territoriais rivais e propostas durante a Conferência

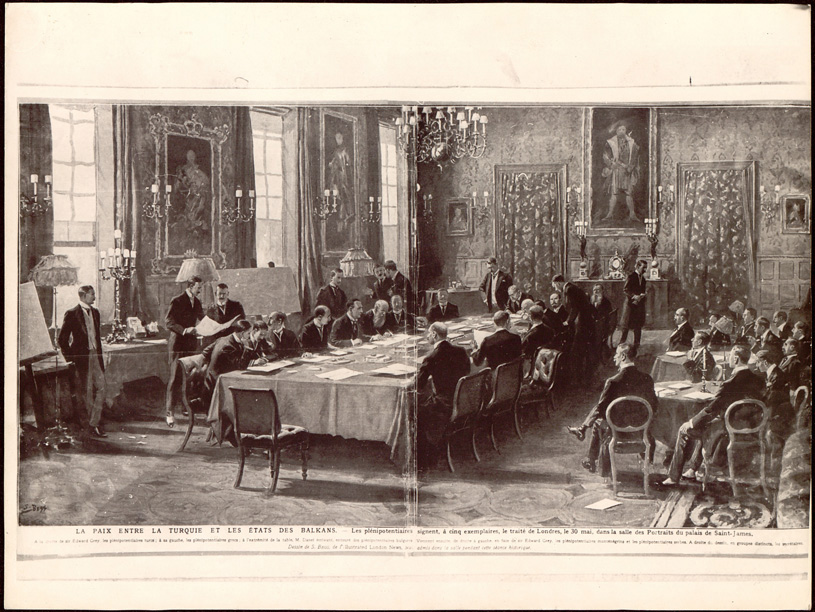
Assinatura do Tratado de Paz em 30 de maio de 1913

A Conferência de Londres de 1912-1913, também conhecida como Conferência de Paz de Londres ou Conferência dos Embaixadores, foi uma cúpula internacional das seis grandes potências da época (Alemanha, Áustria-Hungria, França, Grã-Bretanha, Itália e Rússia) convocada em dezembro de 1912, devido aos êxitos dos exércitos da Liga Balcânica contra o Império Otomano na Primeira Guerra Balcânica. Em particular, a conferência foi destinada tanto para arbitragem entre as potências beligerantes como para aquisições territoriais, e também para determinar o futuro da Albânia, cuja independência foi proclamada durante o conflito.

## História
Um armistício ao fim da Primeira Guerra Balcânica foi assinado em 3 de dezembro de 1912. A Conferência de Paz de Londres contou com a presença desses delegados dos aliados balcânicos (incluindo a Grécia) que não haviam assinado o armistício anterior, bem como o Império Otomano.
A Conferência teve início em setembro de 1912 no Palácio de St. James, sob a presidência de Sir Edward Grey. As sessões da conferência começaram em 16 de dezembro de 1912, mas terminariam em 23 de janeiro de 1913, quando um golpe de Estado no Império Otomano (também conhecido como Ataque a Sublime Porta) ocorreu. O líder do golpe, Enver Paxá, retirou o Império Otomano da Conferência.
Em 30 de maio de 1913, sem o Império Otomano estando presente, a conferência assina o Tratado de Londres, um acordo sob o qual o Império Otomano desistiria de todo o território a oeste da linha Enos-Midia. Após muita discussão, os embaixadores chegaram a uma decisão formal em 29 de julho de 1913, para estabelecer o Principado da Albânia como um Estado independente e soberano do Império Otomano.
Como resultado das decisões tomadas e por causa das pressões da Grécia e da Sérvia, metade do território albanês predominantemente nativo da Albânia Independente e entre 30% e 40% da população albanesa foi deixada de fora do recém-criado Principado da Albânia. Em particular, o Vilaiete de Kosovo foi entregue à Sérvia e Chameria para a Grécia. 
Uma comissão especial de fronteira foi enviada para delinear a fronteira greco-albanesa. No entanto, sendo incapaz de delinear a área em uma base etnográfica, esta recuou mediante argumentos econômicos, estratégicos e geográficos, o que resultou na decisão da Conferência de Londres de ceder a maior parte da área em disputa para a Albânia. Esta virada nos acontecimentos catalisaria uma revolta entre a população grega local, que declarou a República Autônoma do Epiro do Norte.